# Triacanthagyna
Genre
Triacanthagyna  est un genre  dans la famille des Aeshnidae (æschnidés) appartenant au sous-ordre des anisoptères dans l'ordre des odonates. 

## Étymologie
Les libellules femelles de ce genre possèdent trois épines sur le dernier segment abdominal. En grec, «Tria» signifie trois, «cantha» corne et «gyna» femelle.

## Liste d'espèces
Le genre comprend 9 espèces:
- Triacanthagyna caribbea Willaimson, 1923
- Triacanthagyna dentata (Geijskes, 1943)
- Triacanthagyna ditzleri Wiliamson, 1923
- Triacanthagyna nympha (Navás, 1933)
- Triacanthagyna obscuripennis (Blanchard, 1847)
- Triacanthagyna satyrus (Martin, 1909)
- Triacanthagyna septima (Selys in Sagra, 1857)
- Triacanthagyna trifida (Rambur, 1842)
- Triacanthagyna williamsoni Martin, 1909